# Ça a commencé
Ça a commencé est le 8e épisode de la saison 7 de la série télévisée Buffy contre les vampires.

## Résumé
Buffy discute avec Alex de la possibilité que Spike ait recommencé à tuer. Ils demandent à Anya de le surveiller et celle-ci prévient Buffy dès que Spike quitte l'appartement d'Alex. Buffy le suit dans les rues de Sunnydale mais finit par le perdre. Spike, qui semble comme hypnotisé et a des visions, tue une jeune femme avant de réaliser avec horreur ce qu'il vient de faire. Plus tard, lors d'une discussion avec Buffy, Spike ne semble même plus se souvenir de ce qu'il a fait. La nuit suivante, il a des flashs de souvenirs. Quand il veut sortir, Alex essaie de l'en empêcher et Spike l'assomme. Spike se rend alors au Bronze et rencontre une jeune vampire qui lui affirme que c'est lui-même qui l'a engendrée. Ils se battent et Spike finit par la tuer. Il téléphone ensuite à Buffy pour lui demander son aide car ses souvenirs commencent à lui revenir.
Spike emmène Buffy dans une cave où il se souvient avoir enterré les corps de ses victimes. Il recommence à avoir des visions et à agir comme s'il était conditionné. Il attaque Buffy alors que des vampires sortent de terre pour lui prêter main-forte. Buffy est neutralisée mais, quand Spike commence à la mordre, il se souvient soudainement de tout ce qu'il a fait dernièrement et tombe en état de choc. Buffy se débarrasse alors des autres vampires et Spike lui demande de le tuer. Convaincue que quelque chose se joue d'eux tous, Buffy refuse de le tuer et décide au contraire de l'aider, l'emmenant chez elle pour veiller sur lui. Pendant ce temps, à Londres, Giles parle avec un observateur grièvement blessé alors qu'une personne encapuchonnée s'apprête à lui porter un coup de hache par-derrière.

## Statut particulier
Noel Murray, du site The A.V. Club, évoque un épisode qui comporte des « répliques amusantes de la part d'Alex et Anya » ainsi que « quelques scènes qui donnent le frisson » mais qui est conçu de façon trop flagrante pour mettre en place l'arc narratif de la saison, ce qui le rend « aride et fonctionnel ». Pour la BBC, « l'impulsion et l'ambiance menaçante de l'épisode sont très impressionnantes », la paire Spike-Buffy fonctionne à merveille et quelques « formidables moments humoristiques » ajoutent encore à son intérêt. Mikelangelo Marinaro, du site Critically Touched, lui donne la note de A-, estimant que c'est un épisode « très solide » qui n'est certes pas « aussi percutant et inventif » que le précédent mais qui « maintient sans difficulté un rythme très habile » fixant l'attention du téléspectateur et qui bénéficie de « formidables interprétations », notamment celles de Sarah Michelle Gellar, Emma Caulfield et surtout James Marsters qui est « phénoménal ».

## Musique
Aimee Mann interprète This Is How It Goes et Pavlov's Bell au Bronze et a ensuite une ligne de dialogue, seule dans ce cas de tous les invités musicaux de la série.  

## Distribution

### Acteurs et actrices crédités au générique
- Sarah Michelle Gellar : Buffy Summers
- Nicholas Brendon : Alexander Harris
- Emma Caulfield : Anya Jenkins
- Michelle Trachtenberg : Dawn Summers
- James Marsters : Spike
- Alyson Hannigan : Willow Rosenberg

### Acteurs et actrices crédités en début d'épisode
- Anthony Stewart Head : Rupert Giles
- Robinne Lee : Charlotte
- Rob Nagle : Robson

### Acteurs et actrices crédités en fin d'épisode
- Lisa Jay : Linda
- Kevin Daniels : le videur du Bronze
- Lindy Christopher : Nora